# Figueroa (Abegondo)
Figueroa (llamada oficialmente San Miguel de Figueroa) es una parroquia y una localidad española del municipio de Abegondo, en la provincia de La Coruña, Galicia.

## Organización territorial
La parroquia está formada por siete entidades de población, constando tres de ellas en el nomenclátor del Instituto Nacional de Estadística español:
- A Manga
- Damil* (Damil de Arriba)
- Damil de Abaixo
- Erminde
- Figueroa*
- Figueroa Pequeño (Figueroa Pequeno)
- Outeiro (O Outeiro)
- Plaza (A Praza)

## Demografía

### Parroquia
| Gráfica de evolución demográfica de Figueroa (parroquia) entre 2000 y 2018 |
|                                                                            |
| Datos según el nomenclátor publicado por el INE.                           |

### Localidad
| Gráfica de evolución demográfica de Figueroa (localidad) entre 1999 y 2018 |
|                                                                            |
| Datos según el nomenclátor publicado por el INE.                           |